# Danmarks national-socialistiske Arbejder-Parti
Danmarks national-socialistiske Arbejder-Parti (DNSAP) var et dansk nationalsocialistisk parti, der havde sin storhedstid under Danmarks besættelse 1940-1945.

## Stiftelse, ledelse og partiprogram
Partiet blev ved et stiftende møde i København den 16. november 1930 oprettet af fem mænd, Cay Lembcke, Georg Frederiksen, Ejnar Jørgensen, Curt Carlis Hansen og Knud B. Wesseltoft, der lovede hensynsløst – om nødvendigt ved at sætte deres eget liv ind – at kæmpe for partiets mål, og som erklærede, at partiets program ville bestå uforandret og ikke kunne ændres med en tøddel før målet var nået og partiet som følge heraf opløstes. Ifølge partiets love havde partiets stiftere valgt Cay Lembcke som partiets fører og givet denne ubetinget autoritet over partiet.

### Partiprogram 1930
I 25 punkter fastlagde partiet sit program, der i vid udstrækning blot var en dansk oversættelse af det tyske nationalsocialistiske partis 25-punkts program fra februar 1920 med enkelte tilpasninger til danske forhold.
•	opløsning af og forbud mod Danmarks Kommunistiske Parti (punkt 2)
•	land og jord (kolonier), så der er plads til befolkningstilvæksten (punkt 3)
•	forhindring af indvandring (punkt 8)
•	erstatning af forsvaret med et militær, som kan bruges til angreb (punkt 22)
•	retsforfølgning af kunst- og litteraturretninger, der virker folkeforgiftende (punkt 23)
•	en stærk statsmagt med ubetinget autoritet over landet (punkt 25)

### Særligt om jøderne
Et mål for partiet var at føre en ”Frihedskamp” for at ”befri det danske Folk for den jødisk materialistiske Aands Overherredømme.” Af punkt 4 i partiets program fremgår det, at ”Kun Folkefæller kan være Statsborgere. Folkefælle er kun den, som er af dansk Blod. Jøder er ikke Folkefæller.” Af punkt 5 fremgår det, at ”Ikke-Statsborgere skal betragtes som Gæster og være underkastet Fremmedlovgivning.”
Til sammenligning indeholdt det partiprogram, der i 1920 blev vedtaget for det tyske nationalsocialistiske parti (NSDAP) i ét punkt følgende: ”Staatsbürger kann nur sein, wer Volksgenosse ist. Volksgenosse kann nur sein, wer deutschen Blutes ist, ohne Rücksichtnahme auf Konfession. Kein Jude kann daher Volksgenosse sein.” og i det efterfølgende i punkt: ”Wer nicht Staatsbürger ist, soll nur als Gast in Deutschland leben können und muß unter Fremden-Gesetzgebung stehen.”

### Ny ledelse og nyt partiprogram 1933
Den excentriske ritmester Cay Lembcke var uberegnelig og savnede helt åbenbart politisk tæft som fører, så en voksende utilfredshed med hans egenskaber og fremfærd samt en vedvarende uro om partiets Københavnsområde, førte i slutningen af juli 1933 til, at partiets afdelinger i Sønderjylland og Nørrejylland blev løst fra deres troskabsed til Lembcke og kårede Frits Clausen som fører for hele Jylland, der samtidig overtog partiets ugeblad, National-Socialisten. Nogle dage senere sluttede partiets afdeling på Sjælland sig til, og Clausen var dermed reelt ny fører for partiet. Lembcke søgte i det næste års tid forgæves at genvinde ledelsen med støtte fra resterne af partiet.
I et nyt partiprogram fra september 1933 var partiets 25 krav reduceret til kun 8 punkter indeholdende betydeligt mindre konkrete formuleringer. Eksempelvis var det om det jødiske spørgsmål nu alene anført, at partiet ”vil en Genrejsning af det danske Folk, økonomisk og moralsk, paa nordisk Kultur- og Race-Grundlag.” Det nye partiprogram blev ikke siden erstattet eller fornyet.

### Ledelse 1943-1945
Efter det for partiet skuffende folketingsvalgresultat i marts 1943 og besættelsesmagtens fritstilling af partiet trådte Frits Clausen midlertidigt tilbage til fordel for stedfortræderen Theophilus Larsen. Frits Clausen meldte sig i efteråret 1943 som militærlæge til Waffen-SS, hvorfra han i april 1944 vendte tilbage til Danmark og den 5. maj formelt nedlagde førerhvervet, der blev overdraget til et 3-mands førerråd med C.O. Jørgensen som formand. Førerrådet ekskluderede Frits Clausen fra partiet 22. november 1944, og C.O. Jørgensen blev 20. februar 1945 ny partileder. 

## Medlemstilslutning
Ved slutningen af 1939 havde partiet omkring 5.000 medlemmer, mens det højeste antal blev nået i marts 1943 med omkring 19.000 medlemmer. I foråret 1945 havde partiet omkring 12.000 medlemmer. Omkring en fjerdedel af medlemmerne var kvinder. Det er beregnet, at i alt omkring 39.000 personer var eller havde været medlemmer af partiet i perioden fra 1930 til 1945.
Sønderjylland var under hele partiets eksistens den landsdel, hvor partiet stod stærkest. Andre områder med forholdsvis højt medlemstal var Aalborg, Randers og Århus amter, Lolland-Falster samt Frederiksborg, Københavns, Roskilde og Sorø amter.
Af Bovrup-Kartoteket, der var et kartotek oprettet af partifører Frits Clausen i Bovrup indeholdende en samlet fortegnelse – beroende i Rigsarkivet – over partiets medlemmer, blev 22.795 personer i 1945 afskrevet af modstandsfolk og i marts 1946 udgivet af modstandsbevægelsens ”Bogforlaget af 1946”. En – år for år stadigt voksende (udløb af databeskyttelse) – del af denne afskrift er nu tilgængelig i digital form på internettet.

## Folketingsvalg
Partiet deltog i folketingsvalget 22. oktober 1935, hvor det med 61 kandidater og godt 16.000 stemmer svarende til knapt 1,0 procent af samtlige afgivne stemmer (1.651.132) ikke lykkedes at blive repræsenteret i Folketinget.
Partiet gik frem ved folketingsvalget 3. april 1939, hvor det med 87 kandidater og godt 31.000 stemmer svarende til godt 1,8 % af samtlige afgivne stemmer (1.709.556) opnåede tre mandater i Folketinget, der gik til læge Frits Clausen, Bovrup, fuldmægtig Aage Henriksen, Hellerup, og smedemester Theodor M. Andersen, Mariager.
Ved folketingsvalget 23. marts 1943 fik partiet med 116 kandidater godt 43.000 stemmer svarende til godt 2,1 procent af samtlige afgivne stemmer (2.040.583), hvilket fortsat gav partiet 3 mandater, som gik til redaktør Helge Bangsted, Lyngby, læge Frits Clausen, Bovrup, og købmand Ejnar Jørgensen, Glostrup. I betragtning af, at partiet siden folketingsvalget i 1939 næsten havde firdoblet sit medlemstal, var den beherskede fremgang ved folketingsvalget i 1943 en overraskelse og skuffelse for partiet.
Ved alle tre valg opnåede partiet en langt højere stemmeprocent i Sønderjylland end i nogen anden region – højest i 1943 med 4,5 procent af de stemmeberettigede mod 1,8 procent i resten af landet.

## Organisering
Partiets første organisationsplan fremkom i 1931. En ny organisationsplan trådte i kraft i 1934 efter Frits Clausens magtovertagelse. Senere fornyelser blev foretaget i både 1936 og 1938. Partiets sidste organisationsplan fremkom i februar 1943 og var med sine 55 sider betydeligt mere omfattende end de tidligere; den var direkte inspireret af det tyske nazistpartis 596 sider lange organisationsbog fra 1936. I spidsen for partiet stod føreren, som havde den højeste myndighed i alle partiets anliggender. Til at bistå sig havde føreren på centralt niveau en partistab med enkelte stabsledere, en række landsledere med hver deres ansvarsområde, f.eks. retsvæsen, kultur, landbrug og folkeoplysning.
DNSAP delte landet ind i sysler (stort set svarende til de daværende 25 amter), hver anført af en sysselleder. Dette system var baseret på Gau-system i NSDAP, hvor hvert område blev styret af en Gauleiter. Syslerne var videre inddelt i herreder (for købstæderne: byer), dernæst afdelinger, så grupper, og som yderste led blokke med den opgave helt lokalt at rekruttere medlemmer til partiet. Af landsdækkende, kollegiale organer fandtes et storråd som forum for fremsættelse af ”vigtige politiske eller organisatoriske Meddelelser fra Føreren”, et førerting, hvor førerbeslutninger blev proklameret ved de årlige landsmøder, samt en æresret til afgørelse af stridigheder mellem partimedlemmer. Til partiet var der endvidere knyttet en række særorganisationer, herunder Danmarks Nationalsocialistiske Ungdom, sportsafdelingen (SA), Arbejdsfronten og Nationalsocialistisk Lærer-Forbund.
Ingen af organisationsplanerne ”… var et reelt udtryk for de faktiske organisationsforhold i partiet. Store dele forblev en papirkonstruktion.” Partiapparatet var ganske overdimensioneret i forhold til partiets størrelse.

## Periodiske skrifter
Dagbladet Fædrelandet udkom fra januar 1939 til maj 1945. Avisen, der var forhadt i befolkningen, opnåede efter et par år massiv økonomisk støtte fra tysk side, kom i 1941 reelt på tyske hænder og ophørte med at være partiorgan i maj 1943. Redaktører var Axel Høyer (1939-1940) samt C.C. Steen-Rasmussen og Helge Bangsted (1940-1945). I 1940-1944 var nettooplaget over 10.000 eksemplarer. Alle faste journalister og et stort antal freelance-medarbejdere blev dømt under retsopgøret.
Ugebladet National-Socialisten udkom fra oktober 1931 til maj 1945 med otte forskellige redaktører, herunder Aksel Olesen (49 måneder) og C.C. Steen-Rasmussen (52 måneder). Ugebladet, hvis oplag er ukendt, var sammen med avisen Fædrelandet det centrale organ for udbredelse af partiets holdninger.
Blandt andre af partiets periodiske skrifter fandtes:
- Jul i Norden, årbog med artikler om årets partiarbejde og om partiets holdning til kunst og kultur (1934-1944)
- DNSAP’s Maanedsbreve for førere og ledere til retledning af medlemmerne og højnelse af den politiske skoling (april 1935 - februar 1945)
- DNSAP. Leder-Meddelelser indeholdende organisatoriske meddelelser (1941-1944)

## Krigshvervning
Partiet deltog under Danmarks besættelse i hvervningen af frivillige til krigstjeneste i Frikorps Danmark og Waffen-SS – indledningsvis fra sommeren 1940 til midten af 1941, hvor hvervning ikke var tilladt, men blev tolereret af den danske regering, og siden hen åbenlyst og aktivt fra juni 1941, efter Tysklands angreb på Sovjetunionen, og frem til 1943, hvor besættelsesmagten selv overtog rekrutteringen af frivillige. Partiet oprettede hvervekontorer og agiterede for tilmelding til tysk krigstjeneste med plakater og annoncer, der ikke mindst slog på behovet for kamp mod kommunismen; partiet ønskede samtidig at bevise sin duelighed for besættelsesmagten og øjnede også en mulighed for at skabe en partihær, som kunne anvendes ved en fremtidig magtovertagelse i Danmark. Det samlede antal danske frivillige er skønnet til omkring 7.000 mand, hvoraf mange faldt under kampene på Østfronten. Af de frivillige skønnes det, at omkring halvdelen var partimedlemmer og omkring en fjerdedel var partisympatisører.

## Udbrydergrupper
Partiet var i hele perioden skueplads for splittelser, fraktionsdannelser og udbrydergrupper. En samlet optælling har vist, at der i perioden var ikke færre end 29 partidannelser med en selvproklameret nazistisk ideologi. Blandt disse - med DNSAP konkurrerende grupperinger - var:
- National Socialistisk Parti, dannet november 1932 af bl.a. Wilfred Petersen med sit kampblad Stormen, der på foranledning af besættelsesmagten blev forbudt i oktober 1940
- Dansk Socialistisk Parti, stiftet februar 1935 som afløser for National Socialistisk Parti
- National Socialistisk Arbejder Parti, dannet oktober 1935 af bl.a. Aage H. Andersen
- Dansk Folkefællesskab, stiftet 24. maj 1936 af Anders Malling og Johs. Sørensen
- Dansk Nordisk Front, stiftet 1940 af sysselleder Hans Orla Emil Olsen
- Dansk Folkeparti, dannet februar 1941 af bl.a. Wilfred Petersen
- Stelsig-Bevægelsen, dannet 1942 af Frants Stelsig
- Det Nye Danmark, dannet juni 1943
- Dansk National Samling, stiftet 7. august 1944 af et stort antal udbrydere med det formål at overtage det politiske initiativ på den yderste højrefløj fra DNSAP

Flere af disse grupperinger blev genforenet under DNSAP i marts 1945.

## Retsopgøret efter besættelsen
Grundlaget for retsopgøret efter besættelsen blev skabt med det såkaldte straffelovstillæg (forræderiloven), som fastlagde strafansvar med tilbagevirkende kraft fra 9. april 1940, idet dog handlinger foretaget i overensstemmelse med ”lov, ordre eller anvisning” før 29. august 1943 fra en lovlig, dansk myndighed var fritaget for strafansvar. Ifølge straffelovstillægget var der bl.a. fastsat straf for den, der:
- havde været medlem af den øverste ledelse af DNSAP, og som sådan havde medvirket til eller undladt at modvirke samarbejde med besættelsesmagten, herunder ved propaganda
- havde virket som udgiver, redaktør eller forretningsfører ved dagblad eller tidsskrift, der arbejdede til fremme af tysk propaganda, eller som i skrift eller tale offentligt havde virket i den tyske propagandas tjeneste
- havde ydet væsentlig økonomisk støtte til presseorganer eller organisationer, der på utilbørlig måde havde støttet besættelsesmagten
- i øvrigt til fremme tyske Interesser på utilbørlig vis havde modarbejdet modstandsbevægelsen

Omkring 50 af partiets medlemmer blev dømt efter disse bestemmelser. Ifølge straffelovtillægget var det ikke i sig selv strafbart at være medlem af DNSAP, men et stort antal menige partimedlemmer blev alligevel omfattet af retsopgøret ved at have overtrådt andre af straffelovtillæggets bestemmelser, herunder angiveri, værnemageri, ansættelse hos det tyske politi, sikkerhedspoliti eller i Hipo-korpset, sabotagebevogtning samt – ikke mindst – ved deltagelse i tysk krigstjeneste, idet skønsmæssigt omkring halvdelen af de 3.300 frivillige krigsdeltagere, som blev straffet herfor med fængsel fra to til fire år, var medlemmer af partiet.  

## Efter 1950
Efter at partiet var blevet erklæret konkurs af Sø- og Handelsretten og var gået i opløsning i forbindelse med Danmarks befrielse, blev det gendannet i september 1951 under ledelse af Sven Salicath, men svandt i løbet af 1980'erne, da de sidste gamle aktive faldt fra. Den nuværende Danmarks Nationalsocialistiske Bevægelse opfatter sig selv som en efterfølger til DNSAP.